# Fernandocrambus variatellus
Fernandocrambus variatellus là một loài bướm đêm trong họ Crambidae.